# Souper Ligka Ellada 2006-2007
La Souper Ligka Ellada 2006-2007 fu la 71ª edizione della massima serie del campionato di calcio greco, disputata tra il 19 agosto 2006 e il 13 maggio 2007 e conclusa con la vittoria dell'Olympiacos Pireo, al suo trentacinquesimo titolo e terzo consecutivo.
Capocannoniere del torneo fu Nikolaos Lymperopoulos (AEK Atene), con 18 reti.

## Formula
Come nella stagione precedente le squadre partecipanti furono sedici e disputarono un girone di andata e ritorno per un totale di 30 partite.
Le ultime tre classificate furono retrocesse in Beta Ethniki.
Il punteggio prevedeva tre punti per la vittoria, uno per il pareggio e nessuno per la sconfitta.
Il PAE Ionikos fu penalizzato di cinque punti.
Le squadre ammesse alle coppe europee furono sette: i campioni alla fase a gironi della UEFA Champions League 2007-2008 con la seconda che ne disputò i preliminari, la vincitrice della coppa nazionale con terza, quarta e quinta alla Coppa UEFA 2007-2008 e un'ulteriore squadra alla Coppa Intertoto 2007.

## Squadre partecipanti
| Squadra            | Città      | Stadio | Stagione 2005-2006 |
| ------------------ | ---------- | ------ | ------------------ |
| AEK Atene          | Atene      |        | 2°                 |
| Apollōn Kalamarias | Kalamaria  |        | 9°                 |
| Arīs Salonicco     | Salonicco  |        | Beta Ethniki       |
| Atromītos          | Peristeri  |        | 7°                 |
| Egaleo             | Egaleo     |        | 10°                |
| Ergotelīs          | Candia     |        | Beta Ethniki       |
| Iōnikos            | Nikea      |        | 12°                |
| Īraklīs            | Salonicco  |        | 4°                 |
| Kerkyra            | Corfù      |        | Beta Ethniki       |
| Larissa            | Larissa    |        | 8°                 |
| OFI Creta          | Candia     |        | 13°                |
| Olympiacos         | Il Pireo   |        | Campione di Grecia |
| Panathīnaïkos      | Atene      |        | 3°                 |
| Paniōnios          | Nea Smyrnī |        | 11°                |
| PAOK               | Salonicco  |        | 6°                 |
| Skoda Xanthī       | Xanthi     |        | 5°                 |

## Classifica finale
|                   | Pos. | Squadra            | Pt | G  | V  | N  | P  | GF | GS | DR  |
| ----------------- | ---- | ------------------ | -- | -- | -- | -- | -- | -- | -- | --- |
| Grecia (bandiera) | 1.   | Olympiacos         | 71 | 30 | 22 | 5  | 3  | 62 | 23 | +39 |
|                   | 2.   | AEK Atene          | 62 | 30 | 18 | 8  | 4  | 60 | 27 | +33 |
|                   | 3.   | Panathīnaïkos      | 54 | 30 | 16 | 6  | 8  | 47 | 28 | +19 |
|                   | 4.   | Arīs Salonicco     | 46 | 30 | 11 | 13 | 6  | 32 | 26 | +6  |
|                   | 5.   | Paniōnios          | 45 | 30 | 12 | 9  | 9  | 33 | 31 | +2  |
|                   | 6.   | PAOK               | 45 | 30 | 13 | 6  | 11 | 32 | 29 | +3  |
|                   | 7.   | OFI Creta          | 42 | 30 | 12 | 6  | 12 | 41 | 45 | -4  |
|                   | 8.   | Atromītos          | 40 | 30 | 10 | 10 | 10 | 40 | 44 | -4  |
|                   | 9.   | Ergotelīs          | 39 | 30 | 11 | 6  | 13 | 30 | 32 | -2  |
|                   | 10.  | Larissa            | 36 | 30 | 9  | 9  | 12 | 30 | 38 | -8  |
|                   | 11.  | Skoda Xanthī       | 36 | 30 | 8  | 12 | 10 | 24 | 22 | +2  |
|                   | 12.  | Apollōn Kalamarias | 35 | 30 | 9  | 8  | 13 | 27 | 36 | -9  |
|                   | 13.  | Īraklīs            | 35 | 30 | 10 | 5  | 15 | 25 | 34 | -9  |
|                   | 14.  | Kerkyra            | 35 | 30 | 8  | 11 | 11 | 34 | 36 | -2  |
|                   | 15.  | Egaleo             | 28 | 30 | 7  | 7  | 16 | 27 | 45 | -18 |
|                   | 16   | Iōnikos            | 4  | 30 | 2  | 3  | 25 | 14 | 62 | -48 |

Legenda:

      Campione di Grecia e ammesso alla UEFA Champions League
      Ammesso alla UEFA Champions League
      Ammesso alla Coppa UEFA
      Ammesso alla Coppa Intertoto
      Retrocesso in Beta Ethniki
Note:

Tre punti a vittoria, uno a pareggio, zero a sconfitta.
Il PAE Ionikos penalizzato di 5 punti.

### Verdetti
- Olympiacos Pireo campione di Grecia 2006-07 e qualificato alla fase a gironi della UEFA Champions League
- AEK Atene qualificato al terzo turno preliminare della UEFA Champions League
- Panathinaikos, Aris Salonicco, Panionios e AEL Larissa qualificati alla Coppa UEFA
- OFI Creta qualificato alla Coppa Intertoto
- Kerkyra, Egaleo e PAE Ionikos retrocesse in Beta Ethniki.